# Adam Žampa
Adam Žampa (ur. 13 września 1990 w Kieżmarku) – słowacki narciarz alpejski, wicemistrz świata i czterokrotny mistrz Słowacji.

## Kariera
Po raz pierwszy na arenie międzynarodowej Adam Žampa pojawił się 12 grudnia 2005 roku w Bormio, gdzie w zawodach Citizen Race w gigancie zajął 92. miejsce. W 2009 roku wystartował na mistrzostwach świata juniorów w Garmisch-Partenkirchen, gdzie jego najlepszym wynikiem było dwunaste miejsce w kombinacji. Na rozgrywanych rok później mistrzostwach świata juniorów w Regionie Mont Blanc jego najlepszym wynikiem było 21. miejsce w slalomie.
W zawodach Pucharu Świata zadebiutował 14 listopada 2010 roku w Levi, gdzie nie zakwalifikował się do pierwszego przejazdu slalomu. Pierwsze pucharowe punkty wywalczył blisko dwa lata później, 28 października 2012 roku w Sölden, gdzie zajął dziewiąte miejsce w gigancie. Najlepsze wyniki osiągnął w sezonie 2014/2015, który ukończył na 66. pozycji w klasyfikacji generalnej.
W 2014 roku wystartował na igrzyskach olimpijskich w Soczi, zajmując między innymi szóste miejsce w slalomie oraz piąte w superkombinacji. Był też między innymi trzynasty w tej samej konkurencji podczas mistrzostw świata w Schladming w 2013 roku. W 2017 roku wspólnie z kolegami i koleżankami z reprezentacji zdobył srebrny medal w drużynie podczas mistrzostw świata w Sankt Moritz. Na igrzyskach w Pjongczang trzykrotnie - w superkombinacji, gigancie i slalomie - zajmował miejsce w trzeciej dziesiątce. W 2019 roku brał udział na mistrzostwach świata w Åre.
Jego młodszy brat, Andreas Žampa, również został narciarzem.

## Osiągnięcia

### Igrzyska olimpijskie
| Miejsce | Dzień     | Rok  | Miejscowość | Konkurencja     | Czas biegu | Strata | Zwycięzca       |
| ------- | --------- | ---- | ----------- | --------------- | ---------- | ------ | --------------- |
| 5.      | 14 lutego | 2014 | Soczi       | Superkombinacja | 2:45,20    | +1,14  | Sandro Viletta  |
| 28.     | 16 lutego | 2014 | Soczi       | Supergigant     | 1:18,14    | +2,81  | Kjetil Jansrud  |
| 22.     | 19 lutego | 2014 | Soczi       | Gigant          | 2:45,29    | +3,12  | Ted Ligety      |
| 6.      | 22 lutego | 2014 | Soczi       | Slalom          | 1:41,84    | +1,44  | Mario Matt      |
| 22.     | 13 lutego | 2018 | Pjongczang  | Superkombinacja | 2:06,52    | +4,58  | Marcel Hirscher |
| 25.     | 18 lutego | 2018 | Pjongczang  | Gigant          | 2:18,04    | +3,82  | Marcel Hirscher |
| 24.     | 22 lutego | 2018 | Pjongczang  | Slalom          | 1:38,99    | +3,28  | André Myhrer    |
| 9.      | 24 lutego | 2018 | Pjongczang  | Drużynowo       | -          | -      | Szwajcaria      |
| 15.     | 13 lutego | 2022 | Pekin       | Gigant          | 2:09,35    | +4,56  | Marco Odermatt  |
| 25.     | 16 lutego | 2022 | Pekin       | Slalom          | 1:44,09    | +6,92  | Clément Noël    |

### Mistrzostwa świata
| Miejsce | Dzień     | Rok  | Miejscowość       | Konkurencja     | Czas biegu  | Strata | Zwycięzca            |
| ------- | --------- | ---- | ----------------- | --------------- | ----------- | ------ | -------------------- |
| DNS1    | 13 lutego | 2009 | Val d’Isère       | Gigant          | 2:18,82     | -      | Carlo Janka          |
| 21.     | 15 lutego | 2009 | Val d’Isère       | Slalom          | 1:44,17     | -      | Manfred Pranger      |
| DSQ1    | 18 lutego | 2011 | Ga-Pa             | Gigant          | 2:10,56     | -      | Ted Ligety           |
| 24.     | 20 lutego | 2011 | Ga-Pa             | Slalom          | 1:41,72     | +3,92  | Jean-Baptiste Grange |
| 36.     | 6 lutego  | 2013 | Schladming        | Supergigant     | 1:23,96 min | +3,98  | Ted Ligety           |
| 13.     | 11 lutego | 2013 | Schladming        | Superkombinacja | 2:59,37     | +4,28  | Ted Ligety           |
| 17.     | 15 lutego | 2013 | Schladming        | Gigant          | 2:28,92     | +4,35  | Ted Ligety           |
| 15.     | 17 lutego | 2013 | Schladming        | Slalom          | 1:51,03     | +2,86  | Marcel Hirscher      |
| 34.     | 5 lutego  | 2015 | Vail/Beaver Creek | Supergigant     | 1:15,68     | +3,14  | Hannes Reichelt      |
| 19.     | 7 lutego  | 2015 | Vail/Beaver Creek | Zjazd           | 1:43,18     | +2,24  | Patrick Küng         |
| DNF1    | 8 lutego  | 2015 | Vail/Beaver Creek | Superkombinacja | 2:36,10     | -      | Marcel Hirscher      |
| 19.     | 15 lutego | 2015 | Vail/Beaver Creek | Slalom          | 1:57,47     | +3,64  | Jean-Baptiste Grange |
| DNF     | 9 lutego  | 2017 | Sankt Moritz      | Supergigant     | 1:25,38     | -      | Erik Guay            |
| 2.      | 14 lutego | 2017 | Sankt Moritz      | Drużynowo       | -           | -      | Francja              |
| 5.      | 12 lutego | 2019 | Åre               | Drużynowo       | -           | -      | Szwajcaria           |
| DNF2    | 15 lutego | 2019 | Åre               | Gigant          | 2:20,24     | -      | Henrik Kristoffersen |
| DNS2    | 17 lutego | 2019 | Åre               | Slalom          | 2:05,86     | -      | Marcel Hirscher      |
| 8.      | 19 lutego | 2021 | Cortina d’Ampezzo | Gigant          | 2:05,86     | +2,48  | Mathieu Faivre       |

### Mistrzostwa świata juniorów
| Miejsce | Dzień       | Rok  | Miejscowość            | Konkurencja | Czas biegu | Strata | Zwycięzca               |
| ------- | ----------- | ---- | ---------------------- | ----------- | ---------- | ------ | ----------------------- |
| 44.     | 4 marca     | 2009 | Garmisch-Partenkirchen | Zjazd       | 1:39,06    | +4,22  | Andy Plank              |
| 29.     | 5 marca     | 2009 | Garmisch-Partenkirchen | Gigant      | 2:18,49    | +7,28  | Alexis Pinturault       |
| 45.     | 6 marca     | 2009 | Garmisch-Partenkirchen | Slalom      | 1:20,78    | +7,30  | Jesper Riis-Johannessen |
| 12.     | 6 marca     | 2009 | Garmisch-Partenkirchen | Kombinacja  | 58,23 pkt  | ?      | Sepp Gerber             |
| 34.     | 31 stycznia | 2010 | Region Mont Blanc      | Gigant      | 2:17,55    | +4,80  | Mathieu Faivre          |
| 48.     | 1 lutego    | 2010 | Region Mont Blanc      | Supergigant | 1:29,71    | +3,49  | Maxence Muzaton         |
| 21.     | 2 lutego    | 2010 | Region Mont Blanc      | Slalom      | 1:30,97    | +4,29  | Reto Schmidiger         |
| DNF     | 4 lutego    | 2010 | Region Mont Blanc      | Zjazd       | 1:19,32    | -      | Mattia Casse            |

### Puchar Świata

#### Miejsca w klasyfikacji generalnej
- sezon 2012/2013: 83.
- sezon 2013/2014: 91.
- sezon 2014/2015: 66.
- sezon 2015/2016: 77.
- sezon 2016/2017: 101.
- sezon 2017/2018: 101
- sezon 2018/2019: 116.
- sezon 2019/2020: 120.
- sezon 2020/2021: 66.
- sezon 2021/2022:

#### Miejsca na podium
Jak dotąd Žampa nie stanął na podium zawodów PŚ.